# Debrőd
Debrőd (szlovákul Debraď) község Szlovákiában, a Kassai kerület Kassa-környéki járásában.

## Fekvése
Kassától 27 km-re délnyugatra, a Bódva jobb partján fekszik.

## A név eredete
A település neve belső, magyar névadással keletkezett a „széles, kiterült, lapos fenekű völgy” értelmű debrő főnév „-gy” helynévképzős származékából. Az alapjául szolgáló főnév előzménye a szláv debra: „üreg, vízmosásos mélység” lehetett. Az elsődleges Debregy, Debrőgy alakból később képzőcserével jött létre a mai Debrőd.

## Története
A falu a jászóvári premontrei prépostság ősi birtoka. 1255-ben IV. Béla a jászóvári prépostság újraalapító oklevelében említi először. Az oklevélben a király a falut a prépostságnak adományozta és 1848-ig annak tulajdonában is maradt. 1427-ben 15 portát számláltak a faluban. 1715-ben a török kiűzése után mindössze öt jobbágy és egy zsellér háztartása volt. A kiirtott lakosság pótlására Szeged környékéről juhászokat telepítettek ide. Ezt a máig megőrzött szegedi nyelvjárás is megerősíti.
A 18. század végén Vályi András így ír róla: „DEBRŐD. Magyar falu Abaúj Vármegyében, lakosai katolikusok, fekszik Jászótol nem meszsze, ’s ennek filiája, határbéli földgyei néhol soványak, de egyéb meglehetős vagyonnyaiért, második Osztálybéli.”
1828-ban 90 háza és 657 lakója volt.
Fényes Elek 1851-ben kiadott geográfiai szótárában így ír a faluról: „Debrőd (Jászó), Abauj v. magyar falu, Jászóhoz délre 1 órányira: 659 kath. lak. Kath. paroch. templom. F. u. a Jászói prépostság.”
Borovszky Samu monográfiasorozatának Abaúj-Torna vármegyét tárgyaló része szerint: „Mielőtt szepsire jutnánk, kitérünk északra, a hegyek közé. A Hosszutető alatt, szűk völgyben fekszik Debrőd, 99 házzal és 717 magyar lakossal. Postája és távirója Jászó. Innen északra, a 334 méter magas Kőszálról megláthatjuk a kies völgyben fekvő Jászót és Jászóváralját. A Bódva kanyarodását követve, egymásután következnek Alsó- és Felső-Meczenzéf, azután Bodoka-puszta a Neuschloss Károly és fia budapesti czég nagyszabásu fürésztelepével, mely villamos világitással van ellátva és Falucska községgel sodronypálya-összeköttetést tart fenn. A fürésztelep 60 lóerejü gőzmótorral van felszerelve és évenként kb. 50,000 köbláb faanyagot állit elő, a mi közel 800 kocsirakománynak felel meg.”
A trianoni diktátumig Abaúj-Torna vármegye Csereháti járásához tartozott.

## Népessége
| Év:            | 1994. | 2004.   | 2014.   | 2024.   |
| -------------- | ----- | ------- | ------- | ------- |
| Emberek száma: | 389   | 380     | 384     | 400     |
| Eltérés:       |       | -2,31 % | +1,05 % | +4,16 % |

| Év:            | 2023. | 2024.   |
| -------------- | ----- | ------- |
| Emberek száma: | 409   | 400     |
| Eltérés:       |       | -2,20 % |

A falut 1910-ben 606-an, túlnyomórészt magyar anyanyelvűek lakták.
2001-ben 391 lakosából 270 magyar és 117 szlovák volt.
2011-ben 375 lakosából 201 magyar és 137 szlovák volt.

## Neves személyek
- Innen származott Bartók István püspök.
- Itt született 1945-ben Dunajszky Géza tanár, karnagy, közíró.

## Nevezetességei
- A falu búcsújáróhely, búcsúját június 27-én Szent László király ünnepén tartják.
- A falu határában található a Szent László-tisztás és -forrás:

„Úgy látszik, hogy a menekülő kún hadak, melyen jöttek, vissza is azon útat követték, s a Tiszán átkelve Abauj megye erdőségei közé menekültek, de ha a hagyománynak hinni lehet, az üldöző magyarok őket ide is követték. A mai Jászó-Döbröd határában most is megvan a Szent László kútja, melynek forrása, ha nem is a király fohászára s ennek lova patkója helyén bugyant fel, de hihetően a nagy király gondossága által lett az erdős hegyek között felltalálva.”
(Gyárfás István: A Jász-Kunok Története, II. kötet, V. rész, Kecskemét, 1870)
- A forrás melletti kápolnát 1500 körül Bátkay Domokos építtette, de a török elpusztította, mára màr csak romjai látszanak. 1952-ben a forrás körül csodás események történtek, amelyek többször megismétlődtek, így búcsújárás kezdődött erre a helyre, amit Csehszlovákia szocialista hatósága 1959-ben betiltott, és a templom romjain belül időközben emelt kápolnát felgyújtották. A nép ennek ellenére tovább látogatta. 2007-ben felszentelték a helyén létesített növénytemplomot, és újraindították a nagy hagyományokkal rendelkező búcsújárást.[7]
- Szent Péter és Pál római katolikus temploma 1834-ben épült klasszicista stílusban.